# Calle de Isabel la Católica (Segovia)
La calle de Isabel la Católica es una vía pública de la ciudad española de Segovia.

## Descripción
La vía nace de la Plaza Mayor y llega hasta la del Corpus, donde conecta con la calle de Juan Bravo. Conocida en otros tiempos como «calle de la Cintería» y «calle Real», honra con el título actual a Isabel I de Castilla (1451-1504), reina de Castilla y consorte de Sicilia y Aragón. Aparece descrita en Las calles de Segovia (1918) de Mariano Sáez y Romero con las siguientes palabras:

Isabel la Católica.—Tiene su entrada por la Plaza Mayor y salida a la plazuela del Corpus. Se denominaba anteriormente calle de la Cintería, y antes toda ella, hasta el Azoguejo, calle Real. Este nombre de Real quiere decir la mejor, la principal, la calle ciudadana por excelencia en cada localidad, la de más tránsito y comercio, que es lo que ocurre con esta calle, en que todas las casas tienen tiendas, algunas lonjas y despacho de mercería, hilos y cintas y de aquí la designación de Cintería, siguiendo la costumbre de apellidar las vías por las industrias ú oficios que más abundan en cada una. Ahora conmemora esta vía la buena memoria de la Reina Católica, proclamada en nuestra Plaza Mayor, sobre un cadahalso o tablado levantado al efecto, en 13 de diciembre de 1474, como Soberana de Castilla. Nació la Reina Isabel en 1451, fué hija de Juan II y hermana de Enrique IV, al que sucedió a su muerte contra las pretensiones de los que apoyaban a la hija de este Rey, conocida en la historia por la Beltraneja. [...] La calle, algo estrecha para la circulación que tiene, es obligado paso para festejos y ceremonias y es de gran bullicio, sobre todo al anochecer, que la hacen obligado paseo los deseocupados de uno y otro sexo que hay en la Ciudad.
(Sáez y Romero, 1918, pp. 88-89)